# 繁荣水库
繁荣水库是中国江西省吉安市永新县境内的一座水库，位于赣江水系繁荣水上，建于1966年。水库正常库容为830万立方米，平均水深为12.00米，集雨面积为21平方千米，海拔为162.5米。